# Спирин, Юрий Алексеевич
Ю́рий Алексе́евич Спи́рин (род. 6 декабря 1939, Куйбышевская область) — российский дипломат. Чрезвычайный и полномочный посол (1997).

## Биография
Отец пропал без вести на фронте в 1941, мать работала воспитательницей детского сада, затем заведующей яслями.
Окончил Московский государственный институт международных отношений (МГИМО) МИД СССР (1964). Владеет английским и французским языками. На дипломатической работе с 1964 года.
- С 16 марта 1993 по 16 октября 1998 года — чрезвычайный и полномочный посол Российской Федерации в Демократической Республике Конго (до 1997 года — Заире)[1][2].
- В 1999—2001 годах — заместитель директора Второго департамента стран СНГ МИД России.
- В 2002—2004 годах — генеральный консул России в Антверпене (Бельгия).

## Дипломатический ранг
- Чрезвычайный и полномочный посланник 1 класса (12 октября 1992)[3]
- Чрезвычайный и полномочный посол (12 сентября 1997)[4]

## Семья
Женат, имеет двоих дочерей.